# 화이트 크리스마스

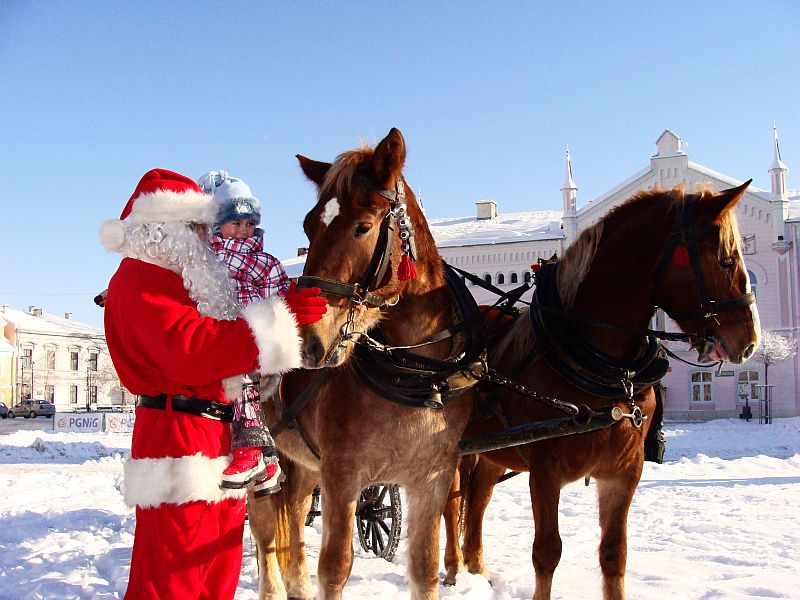
폴란드 사노크의 화이트 크리스마스

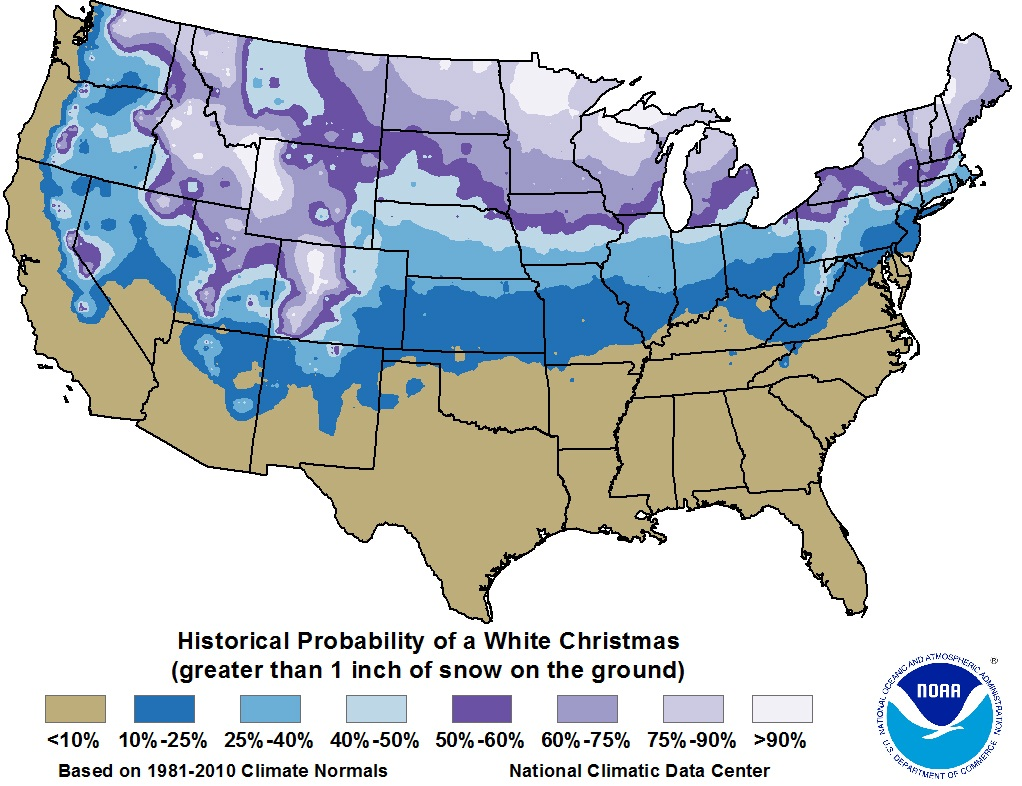
미국, 화이트 크리스마스의 확률 1981-2010

화이트 크리스마스(white Christmas)는 새하얀 눈 속에서 맞는 크리스마스 또는 눈이 내리는 성탄절을 뜻하는 영단어이다. 북반구 북부 고위도 지역에 위치한 국가들에서 흔히 볼 수 있지만, 12월이 한여름에 있는 남반구의 나라들 중에서는, 뉴질랜드 남섬의 남알프스, 남아메리카의 안데스, 남극지역을 제외하고 화이트 크리스마스는 극히 드물다.

## 같이 보기
- 크리스마스